# 羅克維爾 (阿拉巴馬州)
羅克維爾（英語：Rockville）是一個位於美國阿拉巴馬州克拉克縣的非建制地區和人口普查指定地區。根據2010年美國人口普查，該地人口為600人。

## 地理
羅克維爾的座標為31°25′13″N 87°50′33″W / 31.42027°N 87.8425°W，而該地最高點為海拔高度94米（即308英尺）。